# Berezivka (Járkov)
Berezivka (en ucraniano: Березівка; en ruso: Березовка, romanizado: Berezovka) es un pueblo ucraniano perteneciente al óblast de Járkov. Situado en el noreste del país, es parte del raión de Járkov y del municipio (hromada) de Pisochín.

## Geografía
Berezivka se encuentra en la orilla derecha del río Berezivka, 15 km al suroeste de Járkov y parte de su área metropolitana. 

## Historia
Bezliúdivka fue mencionado por primera vez en 1629, fundado y habitado por cosacos. El pueblo fue una aldea en el uyezd de Járkov de la gobernación de Járkov del Imperio ruso. Entre 1862 y 1872, Berezivka era centro de un vólost.
Durante la Segunda Guerra Mundial, Berezivka estuvo ocupada por la Alemania nazi desde finales de octubre de 1941 hasta mediados de febrero de 1943 y desde principios de marzo hasta el 29 de agosto de 1943.
Berezivka recibió el estatus de asentamiento de tipo urbano en 1969. En 2023, Berezivka perdió el estatus de asentamiento de tipo urbano en la legislación ucraniana debido a la eliminación de este estatus administrativo.

## Demografía
La evolución de la población de Berezivka entre 1914 y 2022 fue la siguiente:
| 1730                                                          | 1849 | 1695 | 1620 | 1584 | 1559 |
| (Fuente: Cities & Towns of Ukraine y UKRAINE: Größere Städte) |      |      |      |      |      |

Según el censo de 2001, la lengua materna de la mayoría de los habitantes, el 78,29%, es el ucraniano; y del 20,61% es el ruso.

## Infraestructura

### Transporte
El asentamiento está incluido en la red de carreteras del área metropolitana de Járkov. La estación de tren más cercana es Budy, en la línea que conecta Liubotín y Merefa.

## Personas destacadas
- Arseniy Batahov (2002): futbolista profesional ucraniano que juega como mediocampista en el FC Zoryá Lugansk.